# Aalborg Universitet København
Aalborg Universitet København (AAU CPH) udgør Aalborg Universitets forsknings- og uddannelsesaktiviteter i hovedstadsområdet og har adresse på A. C. Meyers Vænge 15 i Københavns Sydhavn. I alt udbydes der 10 bacheloruddannelser og 24 kandidatuddannelser på AAU CPH. Som resten af universitetet står AAU CPH for en problem- og projektbaseret tilgang til forskning og uddannelse, og arbejder på tværs af discipliner og sektorer. Samarbejde mellem forskere, studerende, virksomheder og myndigheder vægtes højt og AAU CPH huser af samme årsag private virksomheder direkte på campus.

## Historik
De første spæde skridt til det der i dag er AAU CPH, blev taget i 2002, da AAU udbød uddannelsen Medialogi i København i samarbejde med Den Sociale Højskole. I 2005 betød et nyt samarbejde med Ingeniørhøjskolen i København at AAU flyttede sine aktiviteter til Ballerup. Fra 2005 til 2012 skete der en gradvis udbygning i Ballerup. Samarbejdet med Ingeniørhøjskolen blev udvidet, flere uddannelser kom til, og AAU fik flere forskningsaktiviteter etableret.
Den 2. november 2011 offentliggjorte AAU en aftale med Nokia Danmark om at overtage Nokias lejekontrakt med PFA på 3 bygninger i Københavns Sydhavn på 42.500 kvm. Aftalen betød, at Nokia donerede meget af sit udstyr til AAU. I sommeren 2012 overtog AAU CPH Nokias bygninger på A.C Meyers Vænge og Frederikskaj, og etableringen af en campus i Københavns Sydhavn var en realitet. Alle aktiviteter i hovedstadsområdet blev nu samlet under samme tag – bl.a. rykkede også Statens Byggeforskningsinstitut (SBi) med til Sydhavnen (SBi fusionerede 1. januar 2007 med Aalborg Universitet. Indtil da var instituttet en del af Økonomi- og Erhvervsministeriet).

## Forskning
På AAU CPH forskes og uddannes der indenfor både humaniora, IT og design samt ingeniørvidenskab og naturvidenskab. Forskningen på AAU CPH er en integrereret del af AAU's forskning på de tre campusser i Aalborg, Esbjerg og København. Det betyder bl.a., at de fleste forskere og ph.d.'ere er tilknyttet et hovedinstitut i Aalborg. Følgende 13 institutter er repræsenteret på AAU CPH:
- Institut for Arkitektur og Medieteknologi
- Institut for Elektroniske Systemer
- Institut for Kemi og Biovidenskab
- Institut for Kommunikation og Psykologi
- Institut for Kultur og Læring
- Institut for Planlægning
- Institut for Matematiske Fag
- Institut for Materialer og Produktion
- Institut for Økonomi og Ledelse
- Institut for Sociologi og Socialt Arbejde
- Institut for Politik og Samfund
- Klinisk Institut
- Statens Byggeforskningsinstitut

## Ekstern henvisning
- Aalborg Universitet København – cph.aau.dk
- Aalborg Universitet – aau.dk
- Statens Byggeforskningsinstitut
- http://www.aau.dk/uddannelser/